# Жеруха дрібноцвіта
{{#ifeq:0|0|{{#if:|{{#if:Cardamineparviflora|[[]}}|}}}}
Жеруха дрібноцвіта (Cardamine parviflora) — вид рослин з родини капустяних (Brassicaceae), поширений у Євразії, Канаді й США.

## Опис
Однорічна трав'яниста гола рослина 10–30 см заввишки. Листки з 5–8 парами листочків. Квітки дуже дрібні, чашолистки 1.5 мм довжиною. Пелюстки білі, 2–2.5 мм завдовжки. Стручки короткі, 1–2 см завдовжки, прямостійні. Насіння блідо-коричневого кольору, довгасто-яйцеподібне, 0.6–0.9 × 0.4–0.6 мм. 2n = 16.

## Поширення
Поширений, за винятком півночі й Балканського півострова, майже в усій Європі, також у Канаді, США, помірній Азії.
В Україні вид зростає на берегах річок і озер, окрайцях боліт, у заплавах — на б. ч. території, крім Криму, в степових р-нах, рідко (по р. Дніпро доходить до гирла).

## Галерея

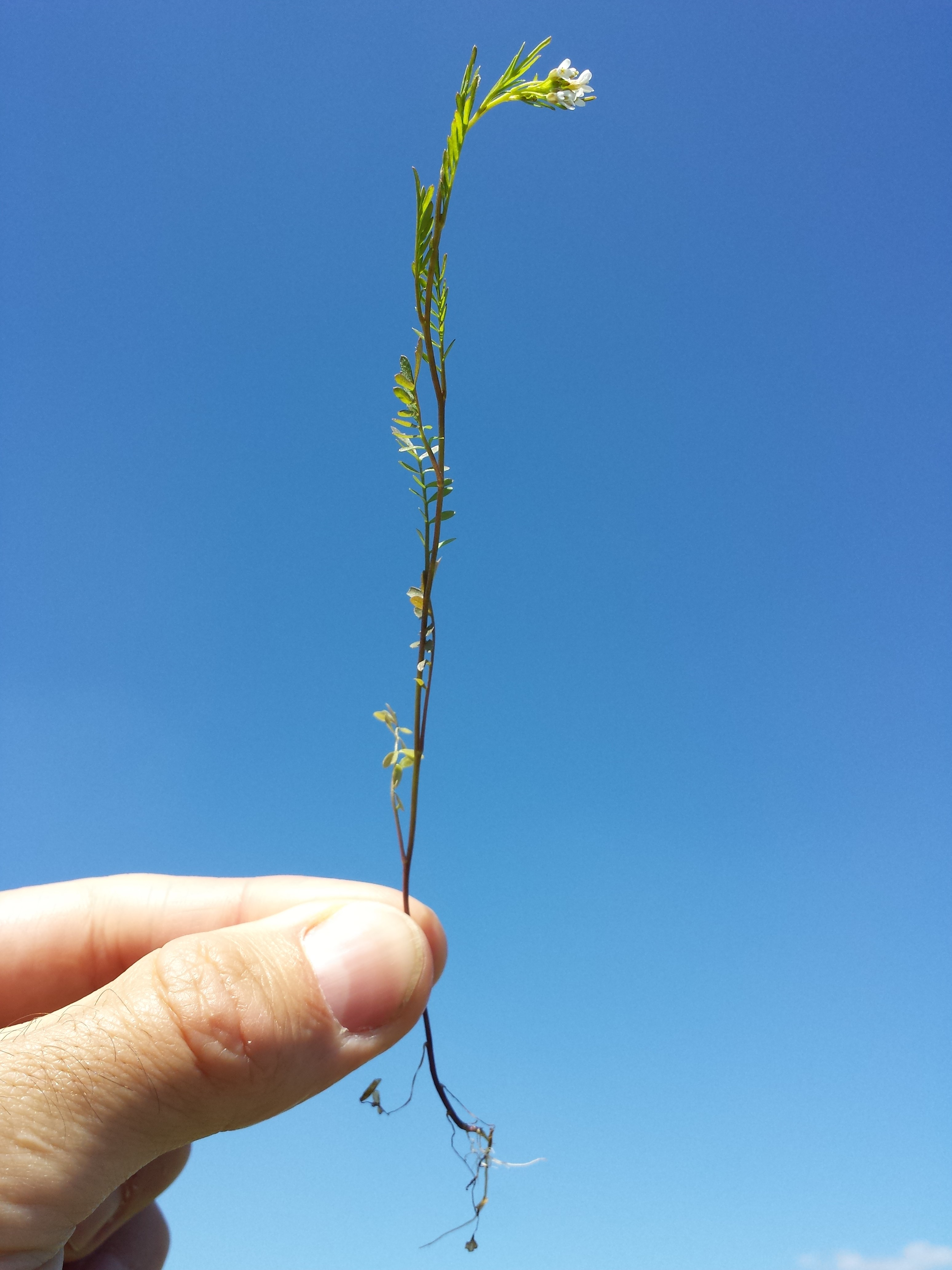
рослина
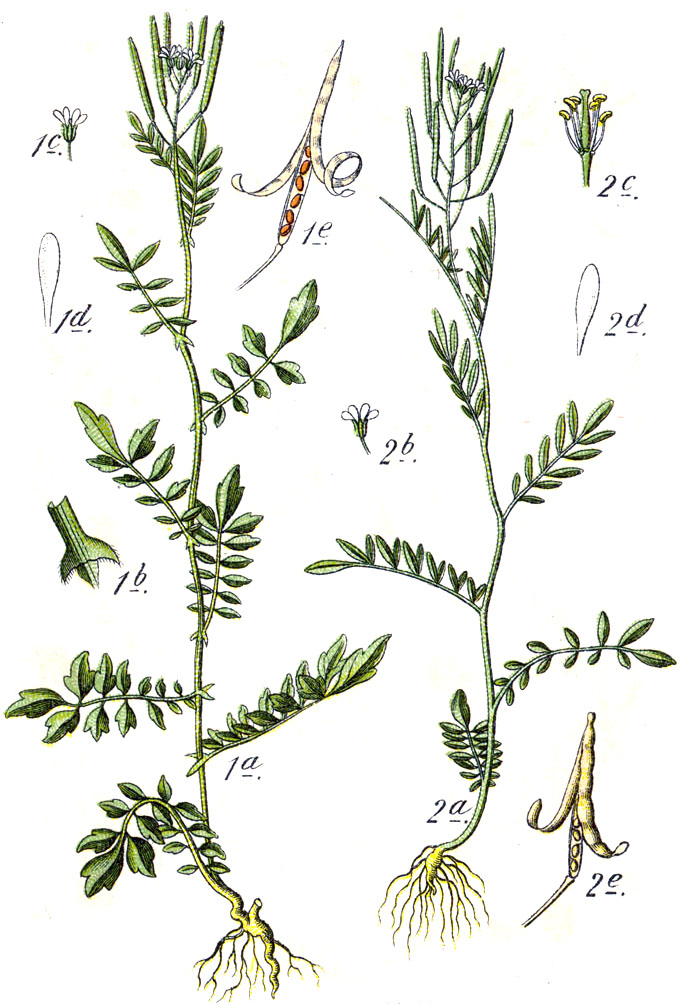
ілюстрація: 2) Cardamine parviflora